# Musse Piggs opera
Musse Piggs opera (engelska: Mickey's Grand Opera) är en amerikansk animerad kortfilm med Musse Pigg från 1936.

## Handling
Musse Pigg sätter upp en opera, bland annat ett nummer med en egen tolkning av Romeo och Julia med Kalle Anka och Klara Kluck i rollerna. Samtidigt råkar Pluto välta en trollkarlshatt, vilket skapar problem för Musse och resten av ensemblen.

## Om filmen
Filmen är den 82:e Musse Pigg-kortfilmen som producerades och den tredje som lanserades år 1936.
Filmen hade svensk premiär den 7 december 1936 och visades på biografen London i Stockholm.
Filmen har givits ut på VHS och DVD och finns dubbad till svenska.

## Rollista
- Walt Disney – Musse Pigg
- Clarence Nash – Kalle Anka
- Pinto Colvig – Pluto
- Florence Gill – Klara Kluck[9]